# Mauro Cabeção
Mauro Cabeção, właśc. Mauro de Campos Júnior (ur. 23 kwietnia 1955 w Nova Odessa, zm. 6 sierpnia 2004 tamże) – piłkarz brazylijski występujący na pozycji prawego obrońcy.

## Kariera klubowa
Zawodową karierę piłkarską Mauro Campos rozpoczął w klubie Guarani FC w 1973 roku. We Guarani 16 grudnia 1973 w wygranym 2-1 meczu z Athletico Paranaense Santos zadebiutował w lidze brazylijskiej. Z Guarani zdobył mistrzostwo Brazylii w 1978 roku.
W kolejnych latach występował w Grêmio Porto Alegre, Cruzeiro EC, Santosie FC, Portuguesie São Paulo i Remo. W barwach Remo Mauro Campos wystąpił ostatni raz w lidze brazylijskiej 31 marca 1985 w wygranym 2-1 meczu z Sampaio Corrêa São Luís. Ogółem w latach 1973–1980 w I lidze wystąpił w 114 meczach, w których strzelił 5 bramek.

## Kariera reprezentacyjna
Mauro Campos wystąpił raz w reprezentacji Brazylii w zremisowanym 1-1 meczu ze stanem Bahia. Mauro Campos występował w olimpijskiej reprezentacji Brazylii.
W 1975 roku zdobył z nią złoty medal Igrzysk Panamerykańskich. Na turnieju w Meksyku wystąpił w pięciu meczach z Nikaraguą, Boliwią, Argentyną, Trynidadem i Tobago i Meksykiem. W 1976 roku Mauro Campos uczestniczył w Igrzyskach Olimpijskich w Montrealu. Na turnieju Santos wystąpił we wszystkich czterech meczach reprezentacji Brazylii z NRD, Hiszpanią, Izraelem i ZSRR.